# Boucan (téléfilm)
Pour les articles homonymes, voir Boucan.
Boucan est un téléfilm français réalisé par Alan Nogues en 2019 co-produit par Nouvelle Calédonie la 1ère. Il a été diffusé sur France Ô le 14 avril 2020.

## Synopsis
En Nouvelle-Calédonie à la fin du XIXe siècle, une famille française passe un contrat avec l'administration coloniale pour défricher une terre dans la région de La Foa-Canala et y cultiver du café. Les relations avec les indigènes sont difficiles et les tabous ancestraux refont surface.

## Fiche technique
- Réalisation : Alan Nogues
- Scénario : Alan Nogues
- Production: Emotion Capturée / France TV
- Musique: Karl Baudoin
- Pays d'origine :  Nouvelle-Calédonie
- Langue originale : français
- Genre : Drame
- Durée : 70 minutes
- Date de diffusion : 14 avril 2020.

## Distribution
- Vincent Kerriguy : Vincent Boyer
- Fanny Torre : Madame Boyer
- Simon Saumier : Pierre
- Stéphane Piochaud : un administratif
- Karl Baudoin: Le prêtre
- Adjé: Le bagnard
- Pierre Poudewa : un indigène